# Лінійні кораблі типу «Лайон»
Лінійні кораблі типу «Лайон» — тип лінкорів Королівського флоту Великої Британії, які планувалися до будівництва перед початком Другої світової війни. Проект був вдосконаленою версією лінкорів типу «Кінг Джордж V» з артилерією більшого калібру. Всього планувалося побудувати чотири одиниці «Лайон» (англ. Lion), «Тімірер» (англ. Temeraire), «Конкерор» (англ. Conqueror) «Тандерер» (англ. Thunderer).
Перші два корабля серії, «Лайон» і «Тімірер» були закладені влітку 1939 року, але у зв'язку з початком війни, будівництво було призупинено в жовтні 1939 року, так як передбачалося, що лінкори не встигнуть добудувати до закінчення бойових дій. У лютому 1940 року Адміралтейство підтвердило призупинення будівництво закладених лінкорів типу «Лайон», а остаточно роботи припинилися у 1943 року.
1941 року розглядалася можливість побудови на основі корпусів лінкорів цього типу гібридних авіаносців. Кораблі мали зберегти дві башти гармат головного калібру та нести 12 винишувачів та два літаки-торпедоносця. Проєкт було відхилено.

### Артилерія
Гармати лінкорів створювалися на основі 406-мм гармат кораблів типу «Нельсон». Вони стріляли 1080-кг снарядом з початковою швидкістю 757 м/с. Хоча їх пробивна здатність, у порівнянні з гарматами «Нельсона», зросла, ці гармати поступалися американським аналогам. Всього встигли замовити 28 гармат, п'ять з яких були поставлені флоту.

### Особливості конструкції
Основною відмінною рисою повинна була стати транцевої корми, вперше задумана ще для проекту G-3. На відміну від звичайної, транцевой форма корми сприяла зниженню залиття водою на високих швидкостях при незначному зростанні опору, що покращувало умови використання кормового озброєння.